# Список городов и общин Карловацкой жупании
Карловацкая жупания включает в себя 5 городов и 17 общин, а общее количество её населённых пунктов составляет 649 наименований. Её административным центром служит город Карловац, являясь также крупнейшей административной единицей жупании по численности населения.
Города и общины Хорватии сформировались в своём нынешнем виде в 1992 году в ходе изменения административного-территориального устройства страны, когда были разделены существовавшие тогда более крупные общины. Они представляют собой административно-территориальные единицы второго уровня (после жупаний).
Статус города в Хорватии получают населённые пункты, в которых проживает более 10 000 человек, либо имеющие историческое, экономическое или географическое значение. Помимо территории собственно города в образуемую им административно-территориальную единицу город (хорв. grad) входят прилежащие поселения, составляющие с ним единую социальную, экономическую и историческую общность. Хорватское законодательство определяет общины (хорв. općina) как местные органы самоуправления, которые создаются в районе, где несколько населённых пунктов представляют собой природное, экономическое и социальное образование, связанное общими интересами населения этого района.
В данном списке представлены города и общины Карловацкой жупании, их названия на хорватском и на сербском (в случае, если он в общине является официальным) языках, их площадь и население (по данным переписей 2001 и 2011 годов), географические координаты их административных центров, этнический состав (указаны народы, составляющие больше 1 % от населения общины по данным переписи 2011 года), в примечаниях указаны ссылки на официальные сайты общин, а также на данные по численности населения населённых пунктов общин.

## Список городов и общин

### Города
| Название                  | Изображение | Площадь (км²) | Население (по годам переписи) | Население (по годам переписи) | Координаты                      | Этн. состав (2011)                | Карта | Прим.         |
| Название                  | Изображение | Площадь (км²) | 2001                          | 2011                          | Координаты                      | Этн. состав (2011)                | Карта | Прим.         |
| ------------------------- | ----------- | ------------- | ----------------------------- | ----------------------------- | ------------------------------- | --------------------------------- | ----- | ------------- |
| Дуга-Реса хорв. Duga Resa |             | 58,00         | 12 114                        | 11 180                        | 45°27′01″ с. ш. 15°29′59″ в. д. | хорваты — 97,39 % сербы — 1,67 %  |       | [ 12 ] [ 13 ] |
| Карловац хорв. Karlovac   |             | 402,00        | 59 395                        | 55 705                        | 45°29′43″ с. ш. 15°33′14″ в. д. | хорваты — 88,21 % сербы — 8,01 %  |       | [ 14 ] [ 15 ] |
| Огулин хорв. Ogulin       |             | 542,30        | 15 054                        | 13 915                        | 45°15′57″ с. ш. 15°13′32″ в. д. | хорваты — 80,19 % сербы — 17,72 % |       | [ 16 ] [ 17 ] |
| Озаль хорв. Ozalj         |             | 179,40        | 7932                          | 6817                          | 45°36′46″ с. ш. 15°28′40″ в. д. | хорваты — 96,88 %                 |       | [ 18 ] [ 19 ] |
| Слунь хорв. Slunj         |             | 392,50        | 6096                          | 5076                          | 45°06′50″ с. ш. 15°35′07″ в. д. | хорваты — 87,92 % сербы — 10,52 % |       | [ 20 ] [ 21 ] |

### Общины
| Название                                 | Изображение | Площадь (км²) | Население (по годам переписи) | Население (по годам переписи) | Координаты                      | Этн. состав (2011)                                 | Карта | Прим.         |
| Название                                 | Изображение | Площадь (км²) | 2001                          | 2011                          | Координаты                      | Этн. состав (2011)                                 | Карта | Прим.         |
| ---------------------------------------- | ----------- | ------------- | ----------------------------- | ----------------------------- | ------------------------------- | -------------------------------------------------- | ----- | ------------- |
| Барилович хорв. Barilović                |             | 175,50        | 3095                          | 2990                          | 45°22′55″ с. ш. 15°32′54″ в. д. | хорваты — 87,29 % сербы — 11,84 %                  |       | [ 22 ] [ 23 ] |
| Босильево хорв. Bosiljevo                |             | 111,00        | 1486                          | 1284                          | 45°24′43″ с. ш. 15°17′21″ в. д. | хорваты — 97,04 % словенцы — 1,87 %                |       | [ 24 ] [ 25 ] |
| Войнич хорв. Vojnić; серб. Vojnić/Војнић |             | 239,00        | 5495                          | 4764                          | 45°19′29″ с. ш. 15°41′44″ в. д. | сербы — 44,71 % хорваты — 37,13 % босняки — 6,68 % |       | [ 26 ] [ 27 ] |
| Генералски-Стол хорв. Generalski Stol    |             | 100,00        | 3199                          | 2642                          | 45°20′45″ с. ш. 15°22′43″ в. д. | хорваты — 99,13 %                                  |       | [ 28 ] [ 29 ] |
| Драганич хорв. Draganić                  |             | 79,20         | 2950                          | 2741                          | 45°36′04″ с. ш. 15°35′55″ в. д. | хорваты — 95,95 %                                  |       | [ 30 ] [ 31 ] |
| Жаканье хорв. Žakanje                    |             | 45,00         | 2185                          | 1889                          | 45°36′38″ с. ш. 15°20′20″ в. д. | хорваты — 97,51 % словенцы — 1,96 %                |       | [ 32 ] [ 33 ] |
| Йосипдол хорв. Josipdol                  |             | 165,40        | 3987                          | 3773                          | 45°11′22″ с. ш. 15°17′04″ в. д. | хорваты — 90,22 % сербы — 8,64 %                   |       | [ 34 ] [ 35 ] |
| Каманье хорв. Kamanje                    |             | 18,00         | 1008                          | 891                           | 45°37′59″ с. ш. 15°23′43″ в. д. | хорваты — 97,76 % словенцы — 1,12 %                |       | [ 36 ] [ 37 ] |
| Крняк хорв. Krnjak; серб. Krnjak/Крњак   |             | 111,80        | 2164                          | 1985                          | 45°20′10″ с. ш. 15°35′59″ в. д. | сербы — 68,61 % хорваты — 29,17 %                  |       | [ 38 ] [ 39 ] |
| Ласинья хорв. Lasinja                    |             | 82,00         | 1938                          | 1624                          | 45°31′42″ с. ш. 15°51′28″ в. д. | хорваты — 86,58 % сербы — 11,82 %                  |       | [ 40 ] [ 41 ] |
| Нетретич хорв. Netretić                  |             | 116,00        | 3333                          | 2862                          | 45°30′35″ с. ш. 15°24′40″ в. д. | хорваты — 99,06 %                                  |       | [ 42 ] [ 43 ] |
| Плашки хорв. Plaški; серб. Plaški/Плашки |             | 157,42        | 2292                          | 2090                          | 45°04′51″ с. ш. 15°21′42″ в. д. | хорваты — 51,39 % сербы — 45,55 %                  |       | [ 44 ] [ 45 ] |
| Раковица хорв. Rakovica                  |             | 261,00        | 2623                          | 2387                          | 44°59′35″ с. ш. 15°38′59″ в. д. | хорваты — 94,76 % сербы — 3,23 %                   |       | [ 46 ] [ 47 ] |
| Рибник хорв. Ribnik                      |             | 48,00         | 583                           | 475                           | 45°34′38″ с. ш. 15°21′00″ в. д. | хорваты — 98,74 % словенцы — 1,05 %                |       | [ 48 ] [ 49 ] |
| Саборско хорв. Saborsko                  |             | 132,00        | 860                           | 632                           | 44°59′01″ с. ш. 15°28′40″ в. д. | хорваты — 77,37 % сербы — 21,52 %                  |       | [ 50 ] [ 51 ] |
| Тоунь хорв. Tounj                        |             | 95,00         | 1252                          | 1150                          | 45°15′01″ с. ш. 15°19′58″ в. д. | хорваты — 98,00 % сербы — 1,74 %                   |       | [ 52 ] [ 53 ] |
| Цетинград хорв. Cetingrad                |             | 140,00        | 2746                          | 2027                          | 45°09′35″ с. ш. 15°44′26″ в. д. | хорваты — 74,49 % босняки — 15,49 % сербы — 4,98 % |       | [ 54 ] [ 55 ] |

## Карта
На административной карте Карловацкой жупании указано расположение центров её городов и общин (центры городов отмечены точками крупнее, чем центры общин).